# Türkische Basketballnationalmannschaft der Damen
Die türkische Basketballnationalmannschaft der Damen repräsentiert die Türkei bei internationalen Basketballwettbewerben. Nachdem die Damenauswahl bei der Basketball-Europameisterschaft der Damen 2005 erstmals Teilnehmer und zugleich Ausrichter dieser Endrunde war, erreichte sie im Anschluss mit den Medaillengewinnen bei der EM 2011 und der EM 2013 auch erstmals nennenswerte Erfolge bei internationalen Wettbewerben. Dadurch qualifizierte sich die Auswahl auch erstmals für die Olympischen Spiele, bei denen sie 2012 den fünften Platz erreichte, sowie für die Weltmeisterschaften, bei der sie als Ausrichter 2014 den vierten Platz belegte.

## Abschneiden bei internationalen Wettbewerben

### Olympische Spiele
| - 2012 – 5. Platz - 2016 – 6. Platz |

### Weltmeisterschaften
| - 2014 – 4. Platz - 2018 – 10. Platz |

### Europameisterschaften
| - 2005 – 8. Platz - 2007 – 9. Platz - 2009 – 9. Platz - 2011 – . Platz | - 2013 – . Platz - 2015 – 5. Platz - 2017 – 5. Platz - 2019 – 14. Platz | - 2021 – 14. Platz - 2023 – 14. Platz - 2025 – 7. Platz |

## Kader
Eine Übersicht des aktuellen Kaders – der Basketball-Europameisterschaft der Damen 2025 – findet sich beispielsweise auf der englischsprachigen Fassung dieses Artikels.

### Olympia 2016
| Spieler | Spieler            | Spieler           | Spieler | Spieler | Spieler  | Spieler                              |
| Nr.     | Name               | Geburt            | Größe   | Info    | Einsätze | Verein                               |
| ------- | ------------------ | ----------------- | ------- | ------- | -------- | ------------------------------------ |
|         |                    | Guards (PG, SG)   |         |         |          |                                      |
| 4       | Olcay Çakır        | 13.07.1993        | 182     |         |          | Fenerbahçe                           |
| 7       | Birsel Vardarlı    | 12.07.1984        | 174     |         |          | Fenerbahçe                           |
| 10      | Işıl Alben         | 22.02.1986        | 170     |         |          | Galatasaray                          |
| 13      | Ayşe Cora          | 03.03.1993        | 175     |         |          | Fenerbahçe                           |
|         |                    | Forwards (SF, PF) |         |         |          |                                      |
| 5       | Tuğçe Canıtez      | 10.11.1990        | 190     |         |          | Fenerbahçe                           |
| 9       | Bahar Çağlar       | 28.09.1988        | 190     |         |          | Galatasaray                          |
| 12      | Lara Sanders       | 11.09.1986        | 191     |         |          | Abdullah Gül Üniversitesi SK Kayseri |
| 14      | Şaziye İvegin Üner | 08.02.1982        | 180     |         |          | İstanbul Üniversitesi SK             |
| 33      | Şebnem Kimyacıoğlu | 14.06.1983        | 182     |         |          | Yakın Doğu Üniversitesi SK           |
|         |                    | Center (C)        |         |         |          |                                      |
| 8       | Esra Ural          | 18.08.1991        | 198     |         |          | Abdullah Gül Üniversitesi SK Kayseri |
| 11      | Nevriye Yılmaz     | 16.06.1980        | 193     |         |          | Galatasaray                          |
| 15      | Tilbe Şenyürek     | 26.04.1995        | 189     |         |          | Botaş SK                             |

| Trainer | Trainer      | Trainer          |
| Nat.    | Name         | Position         |
| ------- | ------------ | ---------------- |
| Turkei  | Ekrem Memnun | Cheftrainer      |
| Turkei  | Murat Bilge  | Trainerassistent |
| Turkei  | Aziz Akkaya  | Sportdirektor    |

| Legende               | Legende            |
| Abk.                  | Bedeutung          |
| --------------------- | ------------------ |
| (C)                   | Mannschaftskapitän |
| Quellen               |                    |
| Teamhomepage          |                    |
| Ligahomepage          |                    |
| Stand: 5. August 2016 |                    |

| Legende               | Legende            |
| Abk.                  | Bedeutung          |
| --------------------- | ------------------ |
| (C)                   | Mannschaftskapitän |
| Quellen               |                    |
| Teamhomepage          |                    |
| Ligahomepage          |                    |
| Stand: 5. August 2016 |                    |